# Oksa
Oksa è un comune rurale polacco del distretto di Jędrzejów, nel voivodato della Santacroce.
Ricopre una superficie di 90,26 km² e nel 2004 contava 4 950 abitanti.